# Legislatura 2004-2008 della Romania
La Legislatura 2004-2008 è stata la V Legislatura della Repubblica di Romania dopo la rivoluzione romena del 1989. È stata in carica dal 19 dicembre 2004 al 13 dicembre 2008.

## Cronologia
Alle elezioni elezioni presidenziali del 2004 il candidato congiunto del centro-destra sostenuto da Partito Nazionale Liberale (PNL) e Partito Democratico (PD), Traian Băsescu, ottenne un risicato vantaggio su Adrian Năstase, premier uscente e candidato alla presidenza per il centro-sinistra (Partito Social Democratico). Al ballottaggio Băsescu ottenne il 51,2% dei voti contro il 48,8% dell'avversario.
Parimenti la coalizione Alleanza Giustizia e Verità (D.A.), composta da PNL e PD, alle elezioni parlamentari non conseguì la maggioranza dei seggi e si trovò a dover formare un governo di coalizione con i regionalisti dell'Unione Democratica Magiara di Romania (UDMR) e con i conservatori del Partito Umanista Romeno (PUR), che alle elezioni si erano presentati in alleanza con il PSD (Unione Nazionale PSD+PUR), salvo poi ritirarsi dalla coalizione dopo la tornata elettorale.
Il nuovo primo ministro liberale Călin Popescu Tăriceanu (PNL), tuttavia, non riuscì ad evitare la rottura della maggioranza. Nel 2006 il PUR lasciò il governo dopo che Băsescu aveva definito «immorale» la sua partecipazione all'esecutivo e aveva caldeggiato per elezioni anticipate. Crescenti tensioni tra il primo ministro e il presidente della repubblica portarono, nell'aprile del 2007, al ritiro del PD dal consiglio dei ministri, scelta che segnò la sparizione della coalizione di governo e lo scioglimento dell'alleanza D.A. Tăriceanu, quindi, formò un instabile governo minoritario con l'UDMR, contando sul discontinuo appoggio esterno del PSD.
Le accuse reciproche tra Tăriceanu e Băsescu di perseguire interessi personali, ebbero il proprio apice nell'orchestrazione di una procedura di impeachment mirata a sospendere il presidente dalle sue funzioni. PNL, PSD e PC (ridenominazione del PUR) nell'aprile 2007 votarono a favore della celebrazione di un referendum per procedere alla rimozione di Băsescu dal suo incarico, sul presupposto secondo cui questi avrebbe commesso reati contro la costituzione. In attesa del referendum, Băsescu fu temporaneamente sospeso e sostituito ad interim da Nicolae Văcăroiu, presidente del senato, che mantenne l'incarico per circa un mese. Il 19 maggio 2007 la popolazione si espresse a favore del presidente, che rientrò nelle proprie funzioni.
Nonostante una legislatura bloccata da contrasti politici ed istituzionali, l'economia romena fu sostenuta dagli effetti positivi provenienti dall'adesione all'Unione europea (formalizzata il 1º gennaio 2007) e dalla crescita dei consumi, nonché dagli investimenti esteri, favoriti da un costo ridotto del capitale e del lavoro. Nel novembre 2007 furono celebrate, infatti, le prime elezioni per i rappresentanti al parlamento europeo della Romania, alle quali il primo partito fu il PD, seguito dal PSD. Nella stessa data, su pressione di Băsescu, fu organizzato anche un referendum per l'introduzione del sistema elettorale maggioritario in due turni, ma l'iniziativa non raggiunse il quorum.
Nel corso della legislatura il PUR assunse la nuova denominazione di Partito Conservatore (PC, 2005), mentre il PD, dopo la rottura di D.A., si fuse con il piccolo Partito Liberale Democratico (PLD) di Theodor Stolojan. Il nuovo soggetto politico, fondato ufficialmente nel dicembre 2007, prese il nome di Partito Democratico Liberale (PD-L).

## Governi
1. Governo Tăriceanu I
Dal 29 dicembre 2004 al 5 aprile 2007
Primo ministro: Călin Popescu Tăriceanu (PNL)
Composizione del governo: PNL, PD, UDMR, PUR
2. Governo Tăriceanu II
Dal 5 aprile 2007 al 22 dicembre 2008
Primo ministro: Călin Popescu Tăriceanu (PNL)
Composizione del governo: PNL, UDMR

## Camera dei deputati

### Ufficio di presidenza
- Presidente: Adrian Năstase (PSD), fino al 16 marzo 2006; Bogdan Olteanu (PNL), dal 20 marzo 2006
- Vice presidenti:

1. Miron Mitrea (PSD), da dicembre 2004 a febbraio 2007 e da febbraio 2008 a settembre 2008
2. Corneliu Ciontu (PRM), da dicembre 2004 a settembre 2005
3. Daniela Popa (PUR-PC), da dicembre 2004 a settembre 2007
4. Monica Octavia Muscă (PNL), da dicembre 2004 a gennaio 2005
5. Dan Radu Rușanu (PNL), da febbraio 2005 a marzo 2006
6. Lucian Augustin Bolcaș (PRM), da settembre 2005 a dicembre 2008
7. Valer Dorneanu (PSD), da marzo 2006 a settembre 2006 e da febbraio 2007 a dicembre 2008
8. Victor Ponta (PSD), da settembre 2006 a febbraio 2007
9. Eugen Nicolicea (PSD), da febbraio 2007 a febbraio 2008 e da settembre 2008 a dicembre 2008
10. Ioan Oltean (PD-PD-L), da settembre 2007 a dicembre 2008

- Segretari:

1. Victor Ponta (PSD), da dicembre 2004 a settembre 2006
2. Titu Nicolae Gheorghiof (PNL), da dicembre 2004 a marzo 2006
3. Petre Popeangă (PRM), da dicembre 2004 a settembre 2005
4. Adriean Videanu (PD), da dicembre 2004 a febbraio 2005
5. Gheorghe Albu (PD-PD-L), da febbraio 2005 a settembre 2007
6. Gelil Eserghep (PRM), da settembre 2005 a settembre 2006 e da febbraio 2008 a settembre 2008
7. Dan Radu Rușanu (PNL), da marzo 2006  a dicembre 2008
8. Ioan Munteanu (PSD), da settembre 2006 a settembre 2008
9. Valeriu Ștefan Zgonea (PSD), da settembre 2006 a febbraio 2008 e da settembre 2008 a dicembre 2008
10. Daniela Popa (PUR-PC), da settembre 2007 a dicembre 2008
11. Valeriu Tabără (PD-PD-L), da settembre 2008 a dicembre 2008

- Questori:

1. Miron Ignat (Minoranze)
2. Eugen Nicolicea (PSD), da dicembre 2004 a febbraio 2006
3. Ioan Oltean (PD-PD-L), da dicembre 2004 a settembre 2007
4. László Borbély (UDMR), da dicembre 2004 a febbraio 2005
5. Hunor Kelemen (UDMR), da febbraio 2005 a dicembre 2008
6. Marin Diaconescu (PSD), da febbraio 2006 ad aprile 2006
7. Valeriu Ștefan Zgonea (PSD), da aprile 2006 a settembre 2006
8. Dan Motreanu (PNL), da settembre 2006 a dicembre 2006
9. Cornel Popa (PNL), da dicembre 2006 a febbraio 2007 e da febbraio 2008 a dicembre 2008
10. Gelil Eserghep (PRM), da febbraio 2007 a febbraio 2008
11. Gheorghe Albu (PD-PD-L), da settembre 2007 a dicembre 2008

### Gruppi parlamentari
- Gruppo del Partito Social Democratico

Capogruppo Miron Mitrea (fino a maggio 2005), Viorel Hrebenciuc (da maggio 2005)
- Gruppo del Partito Nazionale Liberale

Capogruppo Călin Popescu Tăriceanu (in dicembre 2004), Eugen Nicolăescu (da dicembre 2004 a settembre 2005), Crin Antonescu (da settembre 2005)
- Gruppo del Partito Democratico, da febbraio 2008 denominato Gruppo del Partito Democratico-Liberale

Capogruppo Cozmin Gușă (fino a febbraio 2005), Cristian Rădulescu (da febbraio 2005)
- Gruppo del Partito Grande Romania

Capogruppo Lucian Augustin Bolcaș (fino a settembre 2005), Petre Popeangă (da settembre 2005 a ottobre 2005), Ion Mînzînă (da ottobre 2005 ad ottobre 2007), Ioan Aurel Rus (da ottobre 2007 a febbraio 2008), Octavian-Mircea Purceld (da febbraio 2008)
- Gruppo dell'Unione Democratica Magiara di Romania

Capogruppo: Attila Kelemen (fino a febbraio 2005), Árpád-Francisc Márton (da febbraio 2005)
- Gruppo del Partito Umanista Romeno (social-liberale), da maggio 2007 denominato Gruppo del Partito Conservatore

Capogruppo Daniela Popa (fino a febbraio 2005), Bogdan Pascu (da febbraio 2005 a giugno 2006), Bogdan Ciucă (da giugno 2006)
- Gruppo dei Partiti delle minoranze etniche in Romania

Capogruppo: Varujan Pambuccian
- Non iscritti

### Commissioni parlamentari

#### Commissioni permanenti
- Commissione Politica economica, riforma e privatizzazione

Presidente: Mihai Tudose (PSD)
- Commissione Bilancio, finanze e banche

Presidente: Mihai Nicolae Tănăsescu (PSD, fino a maggio 2007), Aurel Gubandru (PSD, da giugno 2007)
- Commissione Industria e servizi

Presidente: Dan Ioan Popescu (PSD, fino a settembre 2006), Iulian Iancu (PSD, da settembre 2006)
- Commissione Agricoltura, silvicoltura, industria alimentare e servizi per l'agricoltura

Presidente: Attila Kelemen (UDMR)
- Commissione Diritti dell'uomo, culti e problemi delle minoranze nazionali

Presidente: Nicolae Păun (Minoranze)
- Commissione Amministrazione pubblica e gestione del territorio

Presidente: Dan-Ștefan Motreanu (PNL, fino a settembre 2005), Relu Fenechiu (PNL, da settembre 2005)
- Commissione Lavoro e protezione sociale

Presidente: Gheorghe Barbu (PD-PD-L, da dicembre 2004 a febbraio 2005 e da maggio 2007 a dicembre 2008), Stelian Duțu (PD-PD-L, da febbraio 2005 a maggio 2007)
- Commissione Sanità e famiglia

Presidente: Mircea Ifrim (PRM, fino a novembre 2008 e PNL, da novembre 2008)
- Commissione Istruzione, scienza, gioventù, sport

Presidente: Anghel Stanciu (PRM, fino a giugno 2005), Lia Olguța Vasilescu (PRM, da giugno 2005 a dicembre 2007 e PSD, da dicembre 2007 a febbraio 2008), Petre Popeangă (PRM, da febbraio 2008)
- Commissione Cultura, arte, mezzi di informazione di massa

Presidente: Bogdan Olteanu (PNL, fino a febbraio 2005), Raluca Turcan (PNL, da febbraio 2005 a settembre 2006), Cătălin Micula (PNL, da settembre 2006)
- Commissione Giuridica, di disciplina e immunità

Presidente: Sergiu Andon (PUR-PC)
- Commissione Difesa, ordine pubblico e sicurezza nazionale

Presidente: Mihai Stănișoară (PD, fino a marzo 2007), Costică Canacheu (PD-PD-L, da marzo 2007)
- Commissione Politica estera

Presidente: Ștefan Glăvan (PUR-PC)
- Commissione Indagini sugli abusi, la corruzione e per le petizioni

Presidente: Valer Dorneanu (PSD, fino ad aprile 2006), Tudor Mohora (PSD, da aprile 2006)
- Commissione per il Regolamento

Presidente: Ioan Bivolaru (PSD)
- Commissione per la tecnologia informatica e delle comunicazioni

Presidente: Varujan Pambuccian (Minoranze)
- Commissione Pari opportunità per donne e uomini

Presidente: Minodora Cliveti (PSD)

#### Commissioni d'inchiesta
- Commissione d'inchiesta parlamentare per l'analisi delle attività del Ministero dell'economia e del commercio, attiva dal 6 dicembre 2006

Presidente: Iulian Iancu (PSD)
- Commissione parlamentare d'inchiesta riguardante la verifica di determinati aspetti relativi all'attività del presidente della Corte dei conti, attiva dal 3 maggio 2007

Presidente: Aurel Gubandru (PSD)
- Commissione d'inchiesta della camera dei deputati per la verifica di determinati aspetti relativi all'attività di alcuni membri della dirigenza della Corte dei conti, attiva dal 13 maggio 2008

#### Altre commissioni
- Commissione per la Convalida

Presidente: Marian Sârbu (PSD)

### Riepilogo composizione
| Partito                                                                     | Partito         | Partito | Seggi      |
| --------------------------------------------------------------------------- | --------------- | ------- | ---------- |
| Unione Nazionale PSD+PUR Partito Social Democratico Partito Umanista Romeno | PSD+PUR PSD PUR |         | 132 113 19 |
| Alleanza Giustizia e Verità Partito Nazionale Liberale Partito Democratico  | A.D. PNL PD     |         | 112 64 48  |
| Partito Grande Romania                                                      | PRM             |         | 48         |
| Unione Democratica Magiara di Romania                                       | UDMR            |         | 22         |
| Minoranze etniche                                                           |                 |         | 18         |

## Senato

### Ufficio di presidenza
- Presidente: Nicolae Văcăroiu (PSD), fino al 14 ottobre 2008; Doru Ioan Tărăcilă (PSD), ad interim dal 14 ottobre 2008 al 28 ottobre 2008; Ilie Sârbu (PSD), dal 28 ottobre 2008,
- Vice presidenti:

1. Corneliu Vadim Tudor (PRM)
2. Radu Berceanu (PD-PD-L), da dicembre 2004 a giugno 2006 e da aprile 2007 ad aprile 2008
3. Puiu Hașotti (PNL), da dicembre 2004 a febbraio 2005
4. Ioan-Codruț Șereș (PUR-PC), da dicembre 2004
5. Teodor Meleșcanu (PNL), da febbraio 2005 ad aprile 2007
6. George Sabin Cutaș (PUR-PC), da febbraio 2005 a febbraio 2006
7. Doru Ioan Tărăcilă (PSD), da febbraio 2006 a dicembre 2008
8. Alexandru Pereș (PD-PD-L), da giugno 2006 ad aprile 2007
9. Norica Nicolai (PNL), da aprile 2007 a dicembre 2008
10. Ivan Cismaru (PD-PD-L), da aprile 2008 a settembre 2008
11. Corneliu Pascu (PUR-PC), da settembre 2008 a dicembre 2008

- Segretari:

1. Paula Maria Ivănescu (PD-PD-L), da dicembre 2004 a febbraio 2006
2. Antonie Iorgovan (PSD), da dicembre 2004 a marzo 2006
3. Mihai Ungheanu (PRM), da dicembre 2004 a febbraio 2006 e da settembre 2006 a febbraio 2008
4. Valentin Zoltán Puskás (UDMR), da dicembre 2004 a settembre 2007
5. Gavrilă Vasilescu (PUR-PC), da febbraio 2006 a febbraio 2007 e da maggio 2007 a settembre 2008
6. Gheorghe Funar (PRM), da febbraio 2006 a settembre 2006
7. Ilie Sârbu (PSD), da aprile 2006 ad ottobre 2008
8. Constantin Gheorghe (PUR-PC), da febbraio 2007 a maggio 2007
9. Ștefan Pete (UDMR), da settembre 2007 ad ottobre 2008
10. Daniel Ilușcă (PNL), da febbraio 2008 a dicembre 2008
11. Ivan Cismaru (PD-PD-L), da settembre 2008 a dicembre 2008
12. Mihail Popescu (PSD), da ottobre 2008 a dicembre 2008
13. Andras Levente Fekete Szabó (UDMR), da ottobre 2008 a dicembre 2008

- Questori:

1. Nicolae-Vlad Popa (PNL), da dicembre 2004 a settembre 2005
2. Șerban Nicolae (PSD), da dicembre 2004 ad ottobre 2005
3. Paul Păcuraru (PNL), da settembre 2005 ad aprile 2007
4. Ioan Chelaru (PSD), da ottobre 2005 a dicembre 2008
5. Paula Maria Ivănescu (PD-PD-L), da febbraio 2006 a febbraio 2007
6. Dan-Mircea Popescu (PSD), da febbraio 2006 a febbraio 2007
7. Gheorghe Funar (PRM), da febbraio 2007 a settembre 2007
8. Constantin Dumitru (PNL), da febbraio 2007 a febbraio 2008
9. Daniel Ilușcă (PNL), da aprile 2007 a febbraio 2008
10. Alexandru Pereș (PD-PD-L), da settembre 2007 a dicembre 2008
11. Ioan Moraru (PSD), da febbraio 2008  a dicembre 2008
12. Mario-Ovidiu Oprea (PNL), da febbraio 2008 a dicembre 2008

### Gruppi parlamentari
- Gruppo del Partito Social Democratico

Capogruppo Ion Iliescu
- Gruppo del Partito Democratico, creato il 4 aprile 2007, da dicembre 2007 denominato Gruppo del Partito Democratico-Liberale

Capogruppo Nicolae Ioțcu (fino a giugno 2008), Constantin Gheorghe (da giugno 2008)
- Gruppo del Partito Nazionale Liberale, creato il 4 aprile 2007

Capogruppo Puiu Hașotti
- Gruppo del Partito Grande Romania

Capogruppo Gheorghe Funar (da dicembre 2004 a febbraio 2006, da settembre 2006 a febbraio 2007 e da settembre 2007 a febbraio 2008), Mihai Ungheanu (da febbraio 2006 a settembre 2006 e da febbraio 2008 a dicembre 2008), Nicolae-Marian Iorga (da febbraio 2007 a settembre 2007)
- Gruppo del Partito Umanista Romeno (social-liberale), da maggio 2007 denominato Gruppo del Partito Conservatore

Capogruppo Dan Voiculescu (fino a settembre 2007), George Sabin Cutaș (da settembre 2007)
- Gruppo dell'Unione Democratica Magiara di Romania

Capogruppo: Attila Verestóy
- Gruppo dell'Alleanza Giustizia e Verità (PNL, PD), disciolto il 4 aprile 2007

Capogruppo Gheorghe Flutur (fino a febbraio 2005), Puiu Hașotti (da febbraio 2005)
- Non iscritti

### Commissioni parlamentari

#### Commissioni permanenti
- Commissione Giuridica, di nomina, disciplina, immunità e convalida

Presidente Péter Eckstein-Kovács (UDMR, fino a marzo 2008), Norica Nicolai (PNL, da marzo 2008)
- Commissione Economica, industria e servizi

Presidente Dorel-Constantin Onaca (PRM, da dicembre 2004 a giugno 2005 e PD-L, da settembre 2008 a dicembre 2008), Dan Claudiu Tănăsescu (PRM, da giugno 2005 a giugno 2007), Valentin Dinescu (PRM, da giugno 2007 a gennaio 2008), Silvia Ciornei (PUR-PC, da febbraio 2008 a settembre 2008), Nicolae Neagu (PD-PD-L, in settembre 2008)
- Commissione Privatizzazione e amministrazione attività dello stato

Presidente Carol Dina (PRM, fino a dicembre 2008), Gheorghe Funar (PRM, da dicembre 2008)
- Commissione bilancio, finanze, attività bancaria e mercato dei capitali

Presidente Varujan Vosganian (PNL, fino a dicembre 2006), Aron Ioan Popa (PNL, da aprile 2007 ad ottobre 2008), Paul Păcuraru (PNL, da ottobre 2008)
- Commissione Agricoltura, silvicoltura e sviluppo rurale

Presidente Corneliu Pascu (PUR-PC)
- Commissione Politica estera

Presidente Mircea Geoană (PSD)
- Commissione Difesa, ordine pubblico e sicurezza nazionale

Presidente Ioan Țalpes (PSD, fino a giugno 2005), George Maior (PSD, da giugno 2005 a ottobre 2006), Cristian Diaconescu (PSD, da ottobre 2006)
- Commissione Diritti dell'uomo, culti e minoranze

Presidente György Frunda (UDMR)
- Commissione Lavoro, famiglia e protezione sociale

Presidente Dorel Jurcan (PD, fino a febbraio 2005), Aron Ioan Popa (PNL, da febbraio 2005 a dicembre 2006), Tiberiu-Aurelian Prodan (PNL, da febbraio 2007)
- Commissione Istruzione, scienza, gioventù e sport

Presidente Irinel Popescu (PUR-PC)
- Commissione Cultura, arte e mezzi di informazione di massa

Presidente Adrian Păunescu (PSD)
- Commissione Amministrazione pubblica, organizzazione del territorio e protezione dell'ambiente

Presidente Aron Ioan Popa (PNL, fino a febbraio 2005), Dan Cârlan (PD-PD-L, da febbraio 2005)
- Commissione Indagine sugli abusi, lotta alla corruzione e per le petizioni

Presidente Rodica Stănoiu (PSD, fino a settembre 2006), Ion Toma (PSD, da settembre 2006)
- Commissione Sanità pubblica

Presidente Cinteză Mircea (PNL, fino a febbraio 2005), Dan Sabău (PNL, da febbraio 2005 a febbraio 2007), Șerban-Cezar Strătilă (PNL, da marzo 2007)
- Commissione Pari opportunità

Presidente Nicolae-Marian Iorga (PRM, fino a febbraio 2006), Cornelia Cazacu (PD-PD-L, da febbraio 2006)
- Commissione Modifica e completamento del regolamento del senato

Presidente Radu Berceanu (PD-PD-L, fino a settembre 2006), Ștefan-Mihail Antonie (PD-PD-L, da settembre 2006 a febbraio 2008), Mihai Țâbuleac (PD-PD-L, da febbraio 2008 a giugno 2008), Cristian Cucuian (PD-PD-L, da settembre 2008)

#### Commissioni d'inchiesta
- Commissione d'inchiesta per le indagini riguardanti le affermazioni relative all'esistenza di centri di detenzione della CIA o di voli su aerei affittati dalla CIA sul territorio della Romania, attiva dal 21 dicembre 2005

Presidente Norica Nicolai (PNL)
- Commissione d'inchiesta con lo scopo di effettuare indagini sulle condizioni legali e sulle opportunità relative alla costruzione dell'immobile chiamato «Cathedral Plaza» nelle immediate vicinanze della Cattedrale di San Giuseppe (Bucarest), nonché sui progetti di costruzione e ristrutturazione che colpiscono le zone del centro storico della città di Bucarest, attiva dal 29 giugno 2006

Presidente Vasile Ioan Dănuț Ungureanu (PSD)
- Commissione d'inchiesta con lo scopo di effettuare indagini sulle condizioni legali relative alla privatizzazione della Societătea Națională a Petrolului Petrom S.A, attiva dal 13 dicembre 2006

Presidente Carol Dina (PRM)

### Riepilogo composizione
| Partito                                                                     | Partito         | Partito | Seggi    |
| --------------------------------------------------------------------------- | --------------- | ------- | -------- |
| Unione Nazionale PSD+PUR Partito Social Democratico Partito Umanista Romeno | PSD+PUR PSD PUR |         | 57 48 11 |
| Alleanza Giustizia e Verità Partito Nazionale Liberale Partito Democratico  | A.D. PNL PD     |         | 49 28 21 |
| Partito Grande Romania                                                      | PRM             |         | 21       |
| Unione Democratica Magiara di Romania                                       | UDMR            |         | 10       |

## Strutture parlamentari comuni

### Commissioni parlamentari

#### Commissioni permanenti
- Commissione del Parlamento della Romania per l'integrazione europea, attiva fino al 31 dicembre 2006

Presidente Viorel Hrebenciuc (PSD)
- Commissione per gli affari europei della Romania, attiva dal 1º gennaio 2007

Presidente Viorel Hrebenciuc (PSD)
- Commissione comune per l'esercizio del controllo parlamentare sulle attività del Serviciul Român de Informații

Presidente Radu Stroe (PNL)
- Commissione comune per l'esercizio del controllo parlamentare sulle attività del Serviciul de Informații Externe

Presidente Romeo Raicu (PD, fino a maggio 2007), Cezar Preda (PD-PD-L, da giugno 2007)
- Commissione parlamentare per i rivoluzionari del 1989

Presidente Vasile Emilian Cutean (PSD)
- Commissione per le relazioni con l'UNESCO, attiva dal 19 marzo 2008

Presidente Mihai Mălaimare (PNL)
- Commissione parlamentare per lo statuto dei deputati e dei senatori, l'organizzazione e il funzionamento delle sedute comuni della Camera dei deputati e del Senato, attiva dal 10 maggio 2006

Presidente Titu Nicolae Gheorghiof (PNL, fino a marzo 2008), Ioan Timiș (PNL, da aprile 2008)

#### Commissioni speciali
- Commissione parlamentare per la modifica e il completamento del regolamento delle sedute comuni della Camera dei deputati e del Senato, attiva tra il 9 marzo 2005 e il 10 maggio 2006
- Commissione comune per l'elaborazione di proposte legislative riguardanti le elezioni della camera dei deputati e del senato, del presidente della Romania, delle autorità delle amministrazioni pubbliche locali, il finanziamento delle campagne elettorali e l'elezione degli europarlamentari, attiva dal 10 maggio 2006

Presidente Mihai Alexandru Voicu (PNL)
- Commissione per la suddivisione e il monitoraggio dei tempi nelle trasmissioni radiotelevisive in vista della campagna sul referendum nazionale riguardante l'introduzione del sistema di voto uninominale per l'elezione dei membri del parlamento della Romania, attiva dal 7 novembre 2007
- Commissione comune per il controllo dell'esercizio di bilancio della Corte dei Conti per l'anno 2003, attiva dal 9 marzo 2005
- Commissione per l'attribuzione dei tempi nelle trasmissioni radiotelevisive in vista delle elezioni dei membri della Romania al parlamento europeo, attiva dal 16 ottobre 2007

#### Commissioni d'inchiesta
- Commissione d'inchiesta riguardante la realizzazione di un controllo parlamentare sulle attività della Societatea Românǎ de Televiziune e della Societatea Românǎ de Radiodifuziune, attiva dal 9 marzo 2005

Presidente Raluca Turcan (PNL)
- Commissione comune d'inchiesta per il procedimento di sospensione dalle funzioni del Presidente della Romania, attiva dal 28 febbraio 2007 (rimozione respinta dal referendum del maggio 2007)

Presidente Dan Voiculescu (PUR-PC)
- Commissione d'inchiesta per le indagini e i chiarimenti sui conti di Nicolae Ceaușescu, attiva tra il 26 ottobre 2006 e il 30 giugno 2008
- Commissione d'inchiesta per le indagini e i chiarimenti sulle attività dell'Impresa per il Commercio Estero (ICE) Dunărea, attiva tra il 26 ottobre 2006 e il 30 giugno 2008
- Commissione comune d'inchiesta per la verifica delle informazioni fornite riguardo alle intercettazioni delle comunicazioni, attiva tra il 24 aprile 2007 e il 31 marzo 2008

Presidente Radu Cristian Georgescu (PSD)
- Commissione d'inchiesta sulle attività della Societatea Românǎ de Televiziune, attiva tra il 12 settembre 2007 e il 30 aprile 2008
- Commissione d'inchiesta per le indagini e il chiarimento delle modalità con cui sono state utilizzate le somme del fondo costituito con la quota del 2% delle somme ottenute dalle privatizzazioni, destinata alla costruzione di edilizia popolare, come previsto all'art.44 comma 2 della legge 10/2001 riguardante il regime giuridico di alcuni immobili espropriati abusivamente nel periodo 6 marzo 1945 - 22 dicembre 1989, attiva tra il 20 giugno 2007 e il 12 marzo 2008

Presidente Lia Ardelean (PUR-PC)
- Commissione comune d'inchiesta riguardante il caso «Parcul Bordei», attiva dal 19 marzo 2008

### Delegazioni parlamentari presso le organizzazioni internazionali
- Delegazione del Parlamento della Romania presso l'assemblea parlamentare del Consiglio dell'Unione europea (APCE)

Presidente György Frunda (UDMR)
- Delegazione del Parlamento della Romania presso l'assemblea parlamentare dell'Organizzazione della cooperazione economica del mar Nero (APCEMN)

Presidente Mircea Ciopraga (PNL)
- Delegazione del Parlamento della Romania presso l'assemblea parlamentare dell'Unione per il Mediterraneo (AP UpM)
- Delegazione del Parlamento della Romania presso l'assemblea parlamentare della francofonia (APF)

Presidente Răzvan Emil Theodorescu (PSD)
- Delegazione del Parlamento della Romania presso l'assemblea parlamentare della NATO (APNATO)
- Delegazione del Parlamento della Romania presso l'assemblea parlamentare dell'OSCE (APOSCE)

Presidente Cristian Rădulescu (PD-PD-L)
- Delegazione del Parlamento della Romania presso l'assemblea dell'Unione europea occidentale (AUEO)

Presidente Florina Ruxandra Jipa (PRM, fino ad ottobre 2008), Anca Petrescu (PRM, da ottobre 2008)
- Delegazione del Parlamento della Romania presso l'Iniziativa centro europea - dimensione parlamentare (ICE-DP)

Presidente Bogdan Pascu (PUR-PC)
- Comitato di direzione del Gruppo romeno di unione interparlamentare (UIP)

Presidente Ion Solcanu (PSD)